# Adolfo Guilherme, Duque de Saxe-Eisenach
Adolfo Guilherme, Duque de Saxe-Eisenach (Weimar, 15 de Maio de 1632 – Eisenach, 21 de Novembro de 1668), foi um duque de Saxe-Eisenach.

## Vida
Foi o segundo filho de Guilherme, Duque de Saxe-Weimar e da sua esposa, a princesa Leonor Doroteia de Anhalt-Dessau.
Quando Adolfo tinha dezanove anos de idade, viajou por vários países, principalmente por França. Depois, em 1656, entrou ao serviço do rei Carlos X Gustavo da Suécia (que, na altura, estava a combater as Guerras do Norte contra a Polónia) como coronel, e foi elogiado pela sua coragem e bravura. No entanto, depois de se encontrar com um embaixador do Sacro Império em Funen, Adolfo foi transferido para o Exército Imperial com a posição de coronel. Em 1661, regressou à Suécia, e o rei Carlos Gustavo ofereceu-lhe a posição de general-major da infantaria com um pagamento de 2 000 talentos; Adolfo recusou a proposta.
Quando o seu pai morreu em 1662 Adolfo e o seu irmão mais velho, João Ernesto, dividiram os territórios do pai entre si. Adolfo recebeu Eisenach e o seu Schloss Wilhelmsburg, com um grande jardim, que se tornou a sua residência oficial. Os seus dois irmãos mais novos, João Jorge e Bernardo, apenas receberam rendimentos dos ducados dos irmãos mais velhos.

## Casamento e descendência
Em Volfembutel a 18 de Janeiro de 1663, Adolfo casou-se com a princesa Maria Isabel de Brunsvique-Volfembutel. Tiveram cinco filhos:
1. Carlos Augusto de Saxe-Eisenach (31 de janeiro de 1664 - 14 de fevereiro de 1665), morreu aos treze meses de idade;
2. Frederico Guilherme de Saxe-Eisenach (2 de fevereiro de 1665 - 3 de maio de 1665), morreu aos três meses de idade;
3. Adolfo Guilherme de Saxe-Eisenach (26 de junho de 1666 - 11 de dezembro de 1666), morreu aos seis meses de idade;
4. Ernesto Augusto de Saxe-Eisenach (28 de agosto de 1667 - 8 de fevereiro de 1668), morreu aos seis meses de idade;
5. Guilherme Augusto, Duque de Saxe-Eisenach (30 de novembro de 1668 - 23 de fevereiro de 1671), sucedeu ao pai como duque de Saxe-Eisenach, mas morreu aos dois anos de idade.

Adolfo perdeu todos os seus filhos pouco antes de estes nascerem e a sua viúva estava grávida pela quinta vez na altura em que ele morreu. Oito dias depois da sua morte, nasceu o seu quinto filho que recebeu o nome de Guilherme Augusto e herdou as propriedades do pai (sob a regência do seu tio João Jorge), até morrer com apenas dois anos de idade, altura em que João Jorge herdou as propriedades.

## Genealogia
| Adolfo Guilherme, Duque de Saxe-Eisenach | Pai: Guilherme, Duque de Saxe-Weimar  | Avô paterno: João II, Duque de Saxe-Weimar           | Bisavô paterno: João Guilherme, Duque de Saxe-Weimar       |
| Adolfo Guilherme, Duque de Saxe-Eisenach | Pai: Guilherme, Duque de Saxe-Weimar  | Avô paterno: João II, Duque de Saxe-Weimar           | Bisavó paterna: Doroteia Susana do Palatinado-Simmern      |
| Adolfo Guilherme, Duque de Saxe-Eisenach | Pai: Guilherme, Duque de Saxe-Weimar  | Avó paterna: Doroteia Maria de Anhalt                | Bisavô paterno: João Jorge I, Príncipe de Anhalt-Dessau    |
| Adolfo Guilherme, Duque de Saxe-Eisenach | Pai: Guilherme, Duque de Saxe-Weimar  | Avó paterna: Doroteia Maria de Anhalt                | Bisavó paterna: Leonor de Württemberg                      |
| Adolfo Guilherme, Duque de Saxe-Eisenach | Mãe: Leonor Doroteia de Anhalt-Dessau | Avô materno: João Jorge I, Príncipe de Anhalt-Dessau | Bisavô materno: Joaquim Ernesto, Príncipe de Anhalt        |
| Adolfo Guilherme, Duque de Saxe-Eisenach | Mãe: Leonor Doroteia de Anhalt-Dessau | Avô materno: João Jorge I, Príncipe de Anhalt-Dessau | Bisavó materna: Inês de Barby-Mühlingen                    |
| Adolfo Guilherme, Duque de Saxe-Eisenach | Mãe: Leonor Doroteia de Anhalt-Dessau | Avó materna: Doroteia do Palatinado-Simmern          | Bisavô materno: João Casimiro, Conde do Palatinato-Simmern |
| Adolfo Guilherme, Duque de Saxe-Eisenach | Mãe: Leonor Doroteia de Anhalt-Dessau | Avó materna: Doroteia do Palatinado-Simmern          | Bisavó materna: Isabel da Saxónia                          |